# LaMelo Ball
LaMelo LaFrance Ball (Chino Hills, California, 22 de agosto de 2001) es un jugador de baloncesto estadounidense que pertenece a la plantilla de los Charlotte Hornets de la NBA. Con 2,01 metros de estatura, juega en la posición de base.
Es hermano de Lonzo (n. 1997) y LiAngelo  (n. 1998) también jugadores profesionales.
Ball comenzó la escuela secundaria en la Escuela Secundaria Chino Hills en California, donde ganó un campeonato estatal y logró el éxito nacional como estudiante de primer año con sus hermanos mayores Lonzo, ahora en la NBA, y LiAngelo. Antes de su temporada júnior, una disputa de entrenamiento lo llevó a abandonar Chino Hills y firmar con el equipo profesional lituano Prienai. En 2018, jugó en la Junior Basketball Association (JBA), una liga creada por su padre, antes de regresar a la escuela secundaria como sénior con el Instituto SPIRE en Ohio. El ex comprometido con UCLA, fue un recluta de cinco estrellas pero decidió renunciar al baloncesto universitario en medio de preocupaciones de elegibilidad y jugar para los Illawarra Hawks de Australia en 2019, ganando el Novato del Año de la NBL al final de la temporada.
Ball y sus hermanos han atraído la atención nacional desde que jugaron juntos en la escuela secundaria. Su padre, LaVar, también se convirtió en una personalidad de los medios en 2017. Ball tiene un zapato exclusivo de la compañía de su padre, Big Baller Brand, y un papel en el reality show de Facebook de su familia, Ball in the Family.
El 18 de noviembre de 2020, fue seleccionado en tercera posición del draft de la NBA por los Charlotte Hornets.

## Trayectoria

### Inicios
Ball empezó a ser un jugador de baloncesto a los 4 años con sus hermanos Lonzo y LiAngelo. Con los años, el trío jugó en equipos dirigidos por su padre LaVar, incluyendo Big Ballers VXT de la Amateur Athletic Union (AAU), donde ellos podrían continuar jugando en el instituto. Durante su niñez, Ball jugó contra muchos rivales mayores que él. En un partido de liga de verano de instituto, enfrentándose a jugadores de 16 y 17 años, anotó 29 puntos.USA Today High School Sports comparó la habilidad de Ball para "dominar" la competencia de más edad como una reminiscencia de LeBron James.

### Instituto
En junio de 2015, Ball se unió a Chino Hills High School en Chino Hills, California, jugando para el equipo de baloncesto "Huskies" bajo las órdenes del entrenador Steve Baik. Jugó con sus hermanos y con su primo Andre Ball. En su debut el 16 de junio, Ball marcó 27 puntos con 5 triples como titular contra John Muir High School. El 5 de marzo de 2016, Ball marcó 26 puntos para ayudar a Chino Hills en la victoria de la CIF Southern Section frente a Sierra Canyon School. El 27 de marzo, marcó 14 puntos y dio 5 asistencias en una victoria 70-50 frente a De La Salle High School para el título de la CIF Open Division. Su equipo terminó la temporada con un perfecto récord de 35-0 y se metió en el mythical national championship. La página web de deportes de instituto MaxPreps nombró a Ball, al igual que a su compañero Onyeka Okongwu, National Co-Freshman of the Year. Ball, que promedió 16.4 puntos y 3.8 asistencias por partido, adicionalmente hizo el MaxPreps Freshman All-American First Team.
Como jugador de segundo año, LaMelo jugó bajo las órdenes del entrenador Stephan Gilling, junto con su hermano Liangelo Ball y su primo Andre Ball. En diciembre de 2016, Ball estaba promediando más de 30 puntos por partido. A finales de diciembre, se marcó un tiro desde mitad del campo en un partido contra Crespi Carmelite High School. El lanzamiento llamó la atención de muchos medios de prensa, incluyendo ESPN, CBS Sports, and Sports Illustrated, y también de Stephen Curry. Ball perdió su primer partido en el instituto el 5 de febrero de 2017, cuando Oak Hill Academy terminó con la racha de 60 partidos seguidos ganando de su equipo. En su siguiente partido dos días después, LaMelo hizo titulares nacionales tras marcar 92 puntos en una victoria 146-123 frente a Los Osos High School. It was the second-highest individual scoring performance in California high school basketball history. Ball fue criticado por cherry picking, es decir que se quedaba esperando cerca del medio campo para tener un tiro liberado en su siguiente posesión en vez de intentar que su rival no marcara. En su temporada como jugador de segundo año, promedió 26.7 puntos y casi 20 asistencias por partido, consiguiendo el MaxPreps Sophomore All-American Team recognition. El 27 de julio, compitió en un partido de la AAU con su equipo, los Big Ballers, contra uno de los mejores jugadores de su clase Zion Williamson y SC Supreme en el Adidas Summer Championships en Las Vegas. Ball marcó 31 puntos, anotando 10-27 tiros de campo. Según Adidas, más de 4.000 personas, incluyendo muchos jugadores de la NBA, estaban viendo el partido.
Empezando su tercera temporada, su padre expresó que no aprobaba a su nuevo entrenador Dennis Latimore. El 2 de octubre del 2017, el padre de Ball lo sacó de Chino Hills, optando por “educación en la casa”, porque no estaba satisfecho ni con Latimore, ni con la administración de la escuela. Su padre dijo que quería evitar "distracciones" para su hijo y que lo entrenaría el personalmente en casa. El 7 de diciembre de 2017, Ball firmó con el agente Harrison Gaines para jugar profesionalmente junto a su hermano LiAngelo. La decisión indicaba que no jugaría basketball universitario. En los siguientes días, Gaines ofreció los hermanos a varios equipos profesionales en países europeos y Japón.

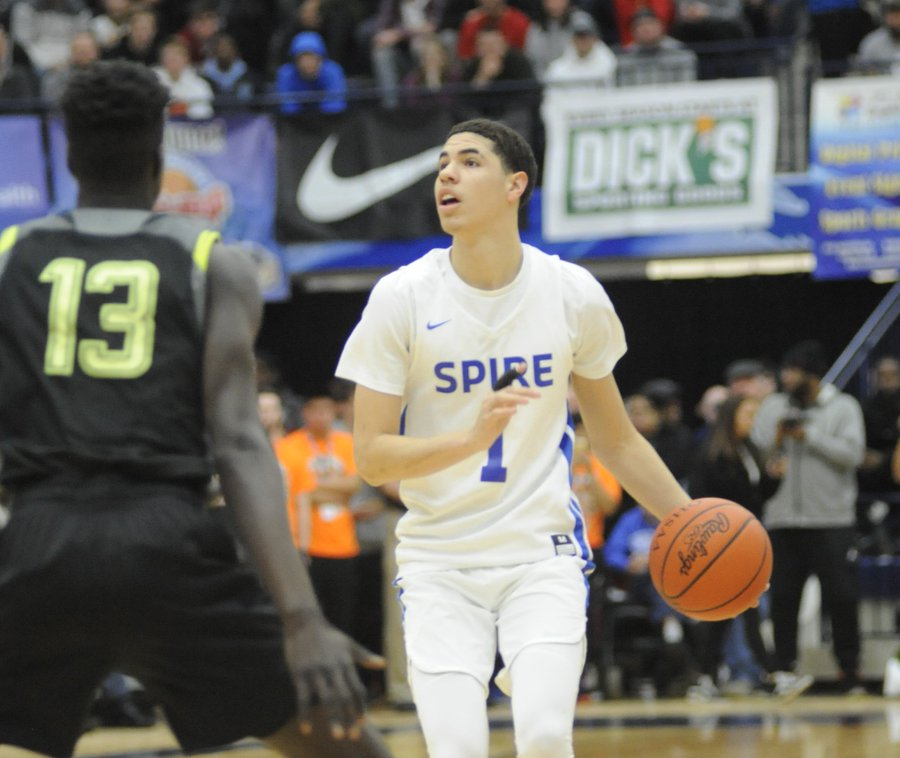
Ball jugando para SPIRE en enero de 2019.

El 5 de noviembre de 2018, después de estar jugando profesionalmente en Lituania en su año como jugador de tercer año y parte de su año como jugador de cuarto año en la JBA, Ball se unió a SPIRE Institute, un prep school en Geneva, Ohio, para su temporada como jugador de último año bajo las órdenes del entrenador Jermaine Jackson. SPIRE compitió fuera de la jurisdicción de la Ohio High School Athletic Association (OHSAA), permitiendo a Ball jugar sin preocupaciones sobre su estado amateur. Después del anuncio, 3 prestigiosas escuelas secundarias programadas para jugar contra Spire, incluyendo Oak Hill Academy y La Lumiere School, cancelaron sus partidos debido a que la experiencia profesional de Ball amenazaría su elegibilidad bajo sus federaciones estatales. También fue elegido inelegible para el 2019 McDonald's All-American Boys Game debido a su experiencia profesional. El 10 de noviembre, Ball hizo su temporada de debut, marcando 20 puntos y repartiendo 10 asistencias en una victoria 96-86 sobre The Hill School. Hizo un triple-doble de 28 puntos, 10 rebotes y 10 asistencias el 1 de diciembre, en una victoria 102-75 sobre Vermilion High School, para ganar most valuable player (MVP) del Vermilion Basketball Tournament. En enero de 2019, SPIRE fue expulsada del destacado Hoophall Classic tournament, el cual es transmitido en ESPN+, después de que los organizadores del evento no cumplieron con una solicitud de 10.000 dólares de un familiar de Ball para que Ball jugara. El 9 de marzo, Ball fue nombrado MVP del Grind Session tournament después de ayudar a su equipo a alcanzar el campeonato. En la final del campeonato dos días después, marcó 25 puntos, consiguiendo un 5-15 en tiros de campo, 8 rebotes y 6 asistencias, en una derrota 96-94 frente a Bella Vista Private School. El 31 de marzo, Ball jugó en el Big Baller Brand All-American Game, el cual fue organizado por la compañía de su padre.

### Reclutamiento
Ball se comprometió verbalmente a jugar baloncesto universitario para UCLA a la edad de 13 años, antes de empezar en el instituto, convirtiéndose en el tercero de sus hermanos en comprometerse con una universidad. Ball, que también fue reclutado por Virginia y Washington State en el momento, dijo que UCLA era su "universidad soñada". Surgió como uno de los mejores recruit durante su temporada de segundo año en el instituto. El 27 de enero de 2017, ESPN lo posicionó como el 16.º mejor jugador en la clase del 2019. La mayoría de los servicios de reclutamiento lo consideraron como un reclutamiento 5 estrellas y uno de los mejores bases de su clase. Cuando Ball volvió al instituto después de su corto periodo como profesional, se mantuvo como un reclutamiento 5 estrellas.
El 31 de agosto de 2017 Big Baller Brand, una empresa de ropa deportiva lanzada por la familia de Ball en 2016, lanzó un zapato exclusivo para Ball llamado Melo Ball 1. El lanzamiento del zapato amenazó la elegibilidad de Ball bajo la National Collegiate Athletic Association (NCAA). El padre de LaMelo ignoró los problemas y consideró que su hijo debería omitir el baloncesto universitario por esa razón. La firma de un agente por parte de Ball y su experiencia profesional pusieron en peligro su elegibilidad para la NCAA. A pesar de las preguntas que rodean su elegibilidad, lo que desalentó la posibilidad de que programas de reclutamiento de la NCAA lo reclutaran, NCAA Division I expresó interés en jugar en el baloncesto universitario a su regreso a la escuela secundaria en noviembre de 2018. En los siguientes meses, Ball exploró opciones alternativas a la NCAA, incluyendo la prep school, la NBA G League, y ligas profesionales en Australia y China.

### Profesional

#### Prienai (2017-2018)

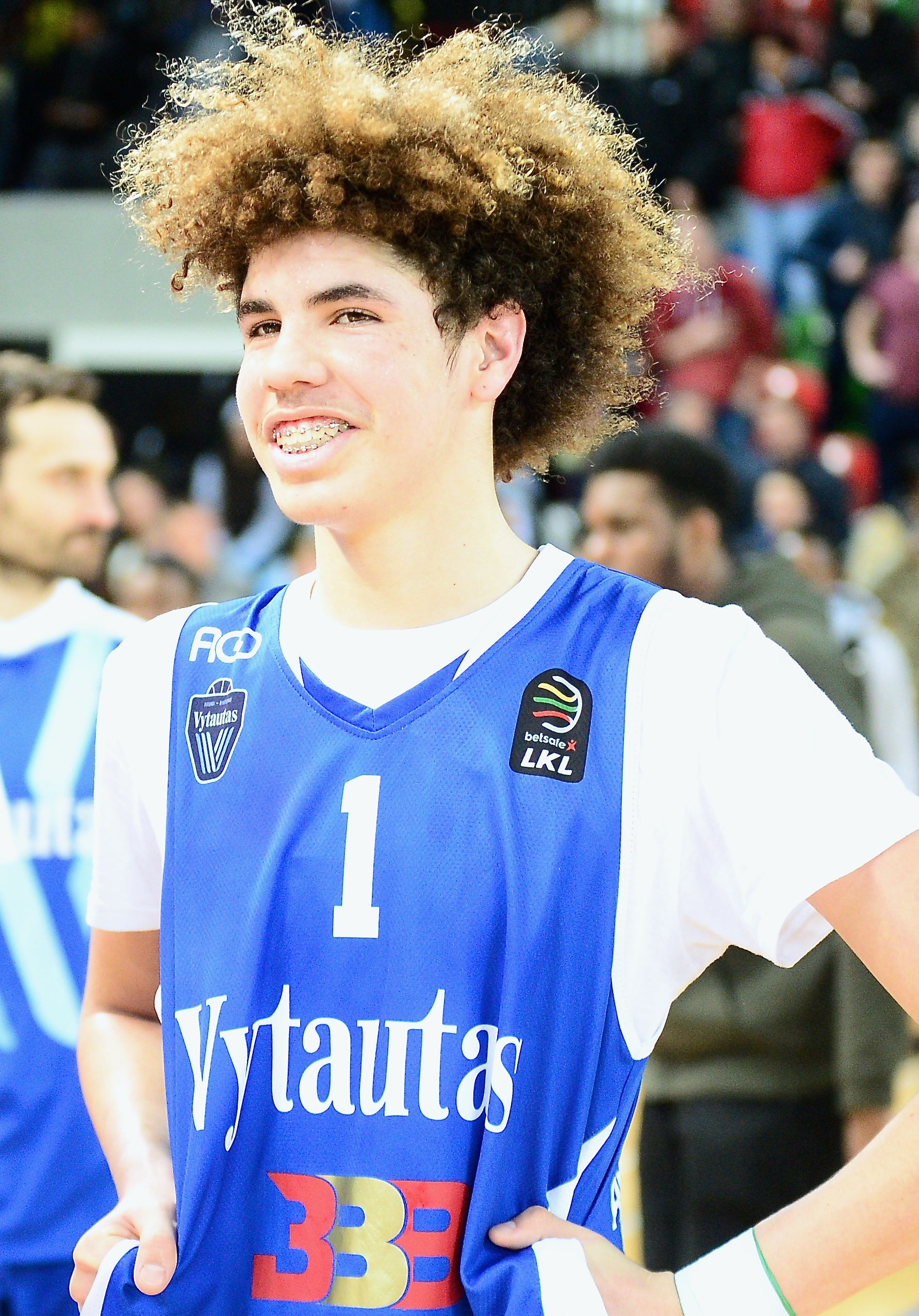
Ball con Prienai en 2018.

El 11 de diciembre de 2017, Ball ficha con Prienai de la Lithuanian Basketball League (LKL) y Baltic Basketball League (BBL), junto con su hermano LiAngelo. Aunque ellos tenían la opción de abandonar el club después de un mes, ellos permanecieron allí durante el resto de la temporada. Ball reportedly became the youngest American to ever sign a professional basketball contract. The brothers' move to Lithuania was heavily reported by American sports media. El 9 de enero de 2018, Ball hizo su debut con el Prienai en la Big Baller Brand Challenge Games, una serie de partidos de exhibición creados para presentar a los hermanos Ball, registrando 10 puntos y 9 asistencias en una victoria 90-80 sobre Žalgiris-2 Kaunas. Cuatro días después, jugó su primer partido en la LKL contra Lietkabelis Panevėžys. Ball Marcó sus primeros puntos a nivel profesional el 21 de enero, cuando marcó 13 puntos en una derrota 116-93 frente a Pieno žvaigždės Pasvalys. El 4 de febrero, consiguió una marca personal al marcar 19 puntos, con 4 triples y 6 asistencias, en una derrota frente Žalgiris Kaunas. En una derrota el 26 de febrero contra Wilki Morskie Szczecin en el Big Baller Brand International Tournament, una competición amistosa, Ball sufrió una lesión en la pierna que lo dejó sin jugar durante un mes. El 25 de abril dejó Prienai con su familia, mientras su padre mostraba resentimiento hacia el entrenador en jefe del equipo Virginijus Šeškus. Ball terminó la LKL temporada promediando 6.5 puntos y 2.4 asistencias, con un 26.8 por ciento en tiros de campo, en 12.8 minutos por partidos.

#### Los Angeles Ballers (2018)
El 4 de marzo de 2018, Ball fichó con Los Angeles Ballers de la Junior Basketball Association (JBA), una nueva liga creada por su padre como una alternativa al baloncesto universitario. Al entrar en su temporada inaugural, la JBA promocionó a Ball como su "jugador estrella". En su debut el 21 de junio, registró un triple-doble de 40 puntos, 16 rebotes, 10 asistencias y 4 robos, con un 15-40 en tiros de campo, en una victoria 134-124 sobre New York Ballers. Ball registró un récord de 44 puntos, 13 rebotes y 7 robos en una derrota frente a New York el 29 de junio, con un 12-35 en tiros de campo. En sus primeros 3 partidos, lanzó 3-32 desde la línea de triple, lo que fue etiquetado como "extraordinariamente horrible" por USA Today. El 26 de junio, Ball marcó 34 puntos, cogió 9 rebotes y repartió 20 asistencias en una victoria 169-153 sobre Houston Ballers. A través de ocho juegos de temporada regular, Ball promedió un triple-doble con 39.6 puntos, 14.6 rebotes, 11.5 asistencias y 3.8 robos por partido. Fue nombrado para el equipo del oeste en el JBA All-Star Game. En una de las semifinales del playoff contra New York Ballers, Ball marcó 55 puntos, cogió 16 rebotes y repartió 7 asistencias. LaMelo registró 34 puntos, 15 rebotes y 9 asistencias contra Seattle Ballers para ganar el campeonato JBA. Al final de la temporada, Ball estaba entre 14 jugadores para ser nombrado para el equipo JBA USA, el cual se enfrentaría a muchos equipos europeos en una gira internacional. El 31 de octubre, en un partido de exhibición contra Dzūkija Alytus en la gira, fue expulsado después de abofetear a un jugador contrario durante una pelea. Ball, el 5 de noviembre, dejó la gira JBA para volver al instituto en Estados Unidos para su temporada como jugador de último año.

#### Illawarra Hawks (2019–2020)

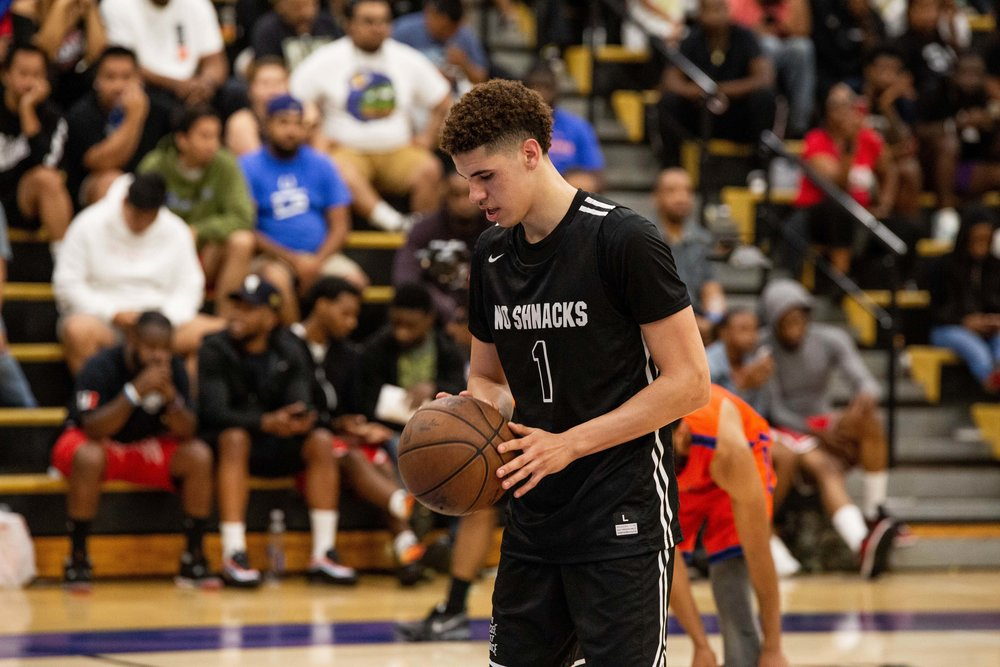
LaMelo Ball con Illawarra Hawks en 2019.

El 17 de julio de 2019, Ball fichó un contrato de 2 años con Illawarra Hawks de la National Basketball League (NBL), una liga con sede en Australia, con cláusulas fuera de la NBA. LaMelo se unió a los Hawks a través del programa NBL "Next Stars", el cual tiene como objetivo el desarrollo de proyectos del Draft de la NBA en otros países. Ball se mudó a Australia con Jermaine Jackson, su entrenador en SPIRE Institute, para ayudarle a acostumbrarse al cambio de aires. Anotó 14 puntos en su debut contra Melbourne United, luego anotó 21 puntos (líder del equipo) contra South East Melbourne Phoenix.

#### NBA

##### Charlotte Hornets (2020–presente)
Fue elegido en la tercera posición del Draft de la NBA de 2020 por los Charlotte Hornets. El 9 de enero de 2021 se convirtió en el jugador más joven en alcanzar un triple-doble en la NBA, consiguiendo 22 puntos, 11 asistencias y 12 rebotes contra Atlanta Hawks, a los 19 años y 140 días, superando el anterior registro de Markelle Fultz, que lo logró con 19 años y 317 días. El 20 de marzo de 2021, en la derrota ante Los Angeles Clippers, LaMelo se fracturó la muñeca derecha, lo que supuso el final de su temporada. Hasta ese momento, en su temporada rookie, había disputado 41 encuentros con unos promedios de 15,9 puntos, 5,9 rebotes y 6,1 asistencias por partido.
En su segunda temporada en Charlotte, el 19 de noviembre de 2021 ante Indiana Pacers consigue 32 puntos, 11 rebotes y 8 asistencias. El 1 de diciembre, ante Milwaukee Bucks anota 36 puntos. El 26 de enero de 2022 registra un triple doble de 29 puntos, 10 rebotes y 13 asistencias ante Indiana Pacers. El 7 de febrero, se anunció su participación en el All-Star Game de la NBA 2022 como reemplazo de Kevin Durant, siendo la primera nominación de su carrera.
Antes del comienzo de la temporada 2022-23 de la NBA, cambió el número de su camiseta, pasando del 2 al número 1, que ha llevado desde sus tiempos de instituto, y que hasta la temporada anterior estaba en manos de Malik Monk en los Hornets. El 16 de febrero, tras el encuentro ante San Antonio Spurs, se convierte en el segundo jugador más joven en alcanzar los 1000 puntos, los 1000 rebotes y las 1000 asistencias en su carrera, solo por detrás de LeBron James. El 27 de febrero ante Detroit Pistons, se fractura el tobillo derecho, por lo que será baja lo que resta de temporada.
El 2 de julio de 2023 firma una extensión de contrato con los Hornets por 5 años y $260 millones. El 5 de noviembre de 2023 consigue un triple-doble de 30 puntos, 13 asistencias y 10 rebotes ante Dallas Mavericks. Los problemas con el tobillo le persiguen durante su cuarto año en Charlotte. En marzo de 2024 es descartado para el resto de la temporada, habiendo disputado únicamente 22 encuentros, promediando 23,9 puntos y 8 asistencias por encuentro.
Durante su quinto año con los Hornets, el 23 de noviembre de 2024 ante Milwaukee Bucks anota 50 puntos. El 25 de noviembre consigue 44 puntos ante Orlando Magic.

## Estadísticas de su carrera en la NBA

### Temporada regular
| Año      | Equipo    | PJ  | PT  | MPP  | %TC  | %3P  | %TL  | RPP | APP | ROB | TPP | PPP  |
| -------- | --------- | --- | --- | ---- | ---- | ---- | ---- | --- | --- | --- | --- | ---- |
| 2020-21  | Charlotte | 51  | 31  | 28.8 | .436 | .352 | .758 | 5.9 | 6.1 | 1.6 | .4  | 15.7 |
| 2021-22  | Charlotte | 75  | 75  | 32.3 | .429 | .389 | .872 | 6.7 | 7.6 | 1.6 | .4  | 20.1 |
| 2022-23  | Charlotte | 36  | 36  | 35.2 | .411 | .376 | .836 | 6.4 | 8.4 | 1.3 | .3  | 23.3 |
| 2023-24  | Charlotte | 22  | 22  | 32.3 | .433 | .355 | .865 | 5.1 | 8.0 | 1.8 | .2  | 23.9 |
| 2024-25  | Charlotte | 47  | 47  | 32.0 | .405 | .339 | .843 | 4.9 | 7.4 | 1.1 | .3  | 25.2 |
| Total    | Total     | 231 | 211 | 31.9 | .421 | .365 | .837 | 6.0 | 7.4 | 1.5 | .3  | 21.0 |
| All-Star | All-Star  | 1   | 0   | 22.0 | .636 | .500 | —    | 3.0 | 3.0 | 3.0 | .0  | 18.0 |

## Estadísticas en otras ligas
|  | Temporada en la que el equipo ganó el campeonato |
|  | Líder de la liga                                 |

### Temporada regular
| Año     | Equipo              | PJ  | PT | MPP  | %TC  | %3P  | %TL  | RPP  | APP  | ROB | TPP  | PPP  |
| ------- | ------------------- | --- | -- | ---- | ---- | ---- | ---- | ---- | ---- | --- | ---- | ---- |
| 2017–18 | BC Prienai          | LKL | 8  | 12.8 | .268 | .250 | .737 | 1.1  | 2.4  | 0.8 | 0.1  | 6.5  |
| 2018    | Los Angeles Ballers | JBA | 8  | 46.0 | .408 | .138 | .799 | 14.6 | 11.5 | 3.8 | 1.25 | 39.6 |
| Total   | Total               |     | 16 | 29.4 | .338 | .194 | .768 | 7.9  | 7.0  | 2.3 | 0.7  | 23.1 |

### Playoffs
| Año   | Equipo              | PJ  | PT | MPP | %TC  | %3P  | %TL  | RPP  | APP | ROB | TPP | PPP  |
| ----- | ------------------- | --- | -- | --- | ---- | ---- | ---- | ---- | --- | --- | --- | ---- |
| 2018  | Los Angeles Ballers | JBA | 3  | 40  | .466 | .297 | .932 | 11.7 | 9.7 | 3   | 0.7 | 41.0 |
| Total | Total               |     | 3  | 40  | .466 | .297 | .932 | 11.7 | 9.7 | 3   | 0.7 | 41.0 |

## Vida personal

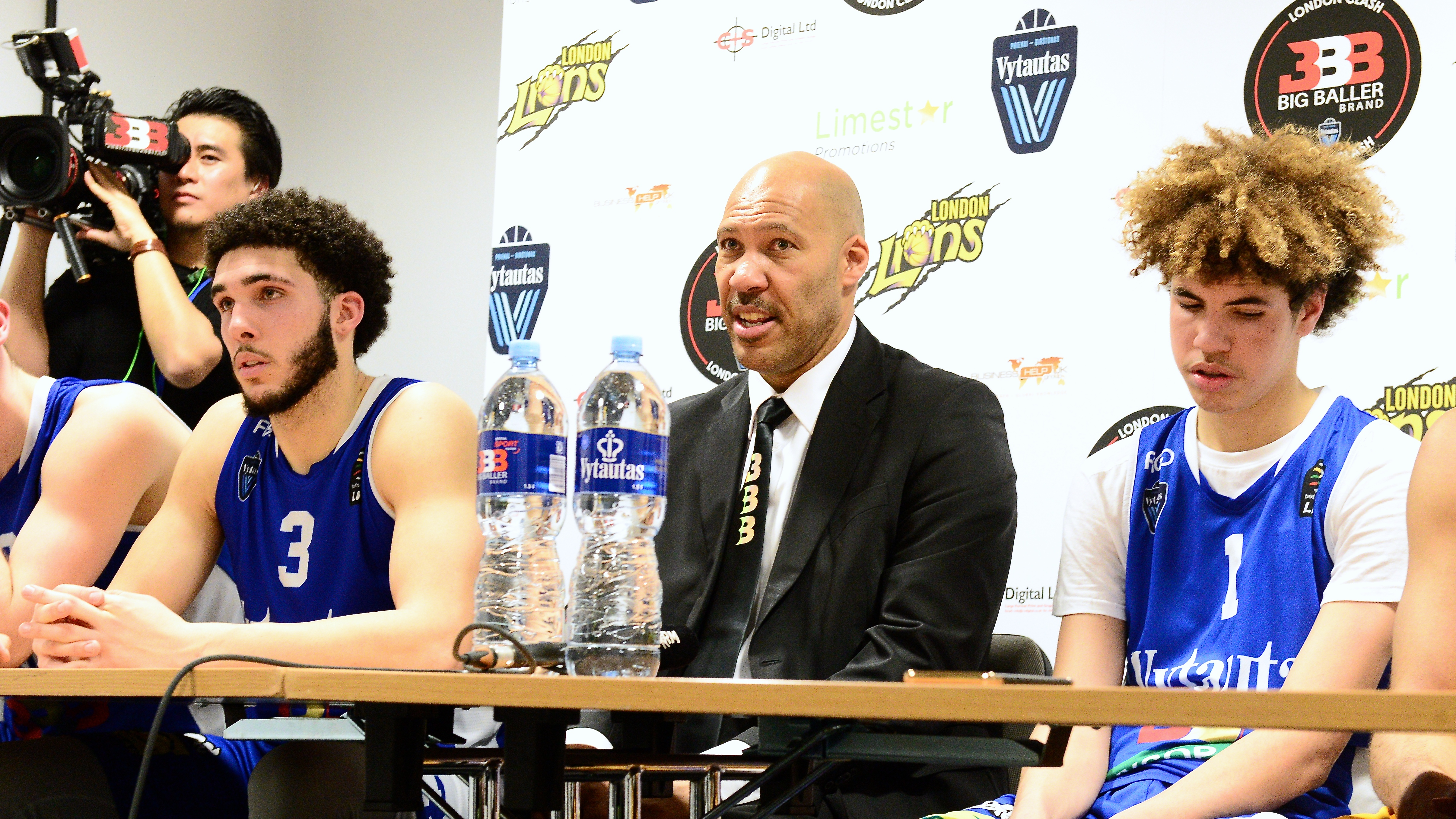
Ball (derecha) junto a su padre LaVar y su hermano LiAngelo tras un partido de exhibición en 2018.

Ball es el hijo pequeño de LaVar y Tina Ball, quienes son ambos exjugadores universitarios de baloncesto. LaVar, quien mide 1.98m, compitió con Washington State y luego Cal State Los Angeles. Tina, quien mide 1.80m, también jugó en el último equipo mencionado. Más tarde, LaVar jugó al fútbol americano como tight end para los London Monarchs de la World League of American Football después de haber sido cedido por los New York Jets. En 2017, LaVar se convierte en un media personality popular, primeramente por haciendo comentarios extravagantes sobre las carreras de él y sus hijos.
En su carrera de baloncesto en la escuela secundaria, Ball ha aparecido regularmente en los medios deportivos nacionales y también ha ganado una gran popularidad en las redes sociales. El 22 de agosto de 2017, su cumpleaños número 16, USA Today High School Sports lo etiquetó como posiblemente "la estrella de baloncesto de 16 años más famosa de la historia". Un artículo de ESPN llamado Ball una "celebridad legítima" pero lo etiquetó como "el atleta de secundaria más odiado de todos los tiempos". Eric Bossi de Rivals.com dijo, "el fenómeno LaMelo Ball es la cosa más cercana a Justin Bieber en una cancha de baloncesto" citando la naturaleza polarizante de ambos.
El 26 de junio de 2017 LaMelo, junto con Lonzo y LaVar, aparecieron en un segmento de WWE Raw. Después de que su padre se arrancó la camisa en una confrontación con The Miz en el show, LaMelo gritó, "Beat that nigga ass!" Siguiendo la apariencia de la familia, WWE comentó las palabras de Ball en una declaración: "el lenguaje inapropiado utilizado por un invitado durante el segmento de 'Miz TV' no fue escrito ni refleja los valores de WWE."
Ball tiene un papel en elFacebook Watch reality show Ball in the Family, que se lanzó en agosto de 2017 y documenta la vida de los miembros de su familia. El espectáculo es producido por Bunim/Murray Productions, que también ayudó a crear los reality TV series Keeping Up with the Kardashians en E! y Real World en MTV.